# Thermophobie
La thermophobie (adjectif : thermophobe ) est une intolérance aux températures élevées des matériaux inorganiques ou des organismes. Le terme a un certain nombre d'utilisations spécifiques.
En pharmacie, une mousse thermophobe composée de 0,1 % de valérate de bétaméthasone s'est avérée au moins aussi efficace que les remèdes conventionnels pour traiter les pellicules. De plus, la mousse est non grasse et n'irrite pas le cuir chevelu,. Une autre utilisation du matériau thermophobe est le traitement de l'hyperhydrose de l'aisselle et de la paume : une mousse thermophobe nommée Bettamousse développée par Mipharm, une société italienne, s'est avérée traiter efficacement l'hyperhydrose,.
En biologie, certaines bactéries sont thermophobes, comme mycobacterium leprae qui provoque la lèpre. La réponse thermophobe dans les organismes vivants est une réponse négative à des températures plus élevées.
En physique, la thermophobie est le mouvement des particules dans les mélanges (solutions, suspensions, etc.) vers les zones de températures plus basses, cas particulier de la thermophorèse.
En médecine, la thermophobie fait référence à un dysfonctionnement sensoriel, une sensation de chaleur anormale, qui peut être associée, par exemple, à une hyperthyroïdie,.